# Le Torquesne
Le Torquesne ist eine französische Gemeinde mit 529 Einwohnern (Stand: 1. Januar 2022) des Départements Calvados in der Region Normandie. Administrativ ist sie dem Kanton Pont-l’Évêque und dem Arrondissement Lisieux zugeteilt. Die Einwohner werden Torquesnois genannt.

## Geographie
Le Torquesne liegt etwa 30 Kilometer südsüdöstlich von Le Havre in der Landschaft Pays d’Auge. Umgeben wird Le Torquesne von den Nachbargemeinden Saint-Hymer im Norden und Westen, Le Breuil-en-Auge im Osten und Nordosten, Coquainvilliers im Süden und Südosten, Manerbe im Süden sowie Formentin im Südwesten.

## Bevölkerungsentwicklung
| Jahr                       | 1962 | 1968 | 1975 | 1982 | 1990 | 1999 | 2006 | 2018 |
| Einwohner                  | 216  | 204  | 155  | 205  | 245  | 301  | 400  | 509  |
| Quellen: Cassini und INSEE |      |      |      |      |      |      |      |      |

## Sehenswürdigkeiten
- Kirche Notre-Dame aus dem 16./17. Jahrhundert

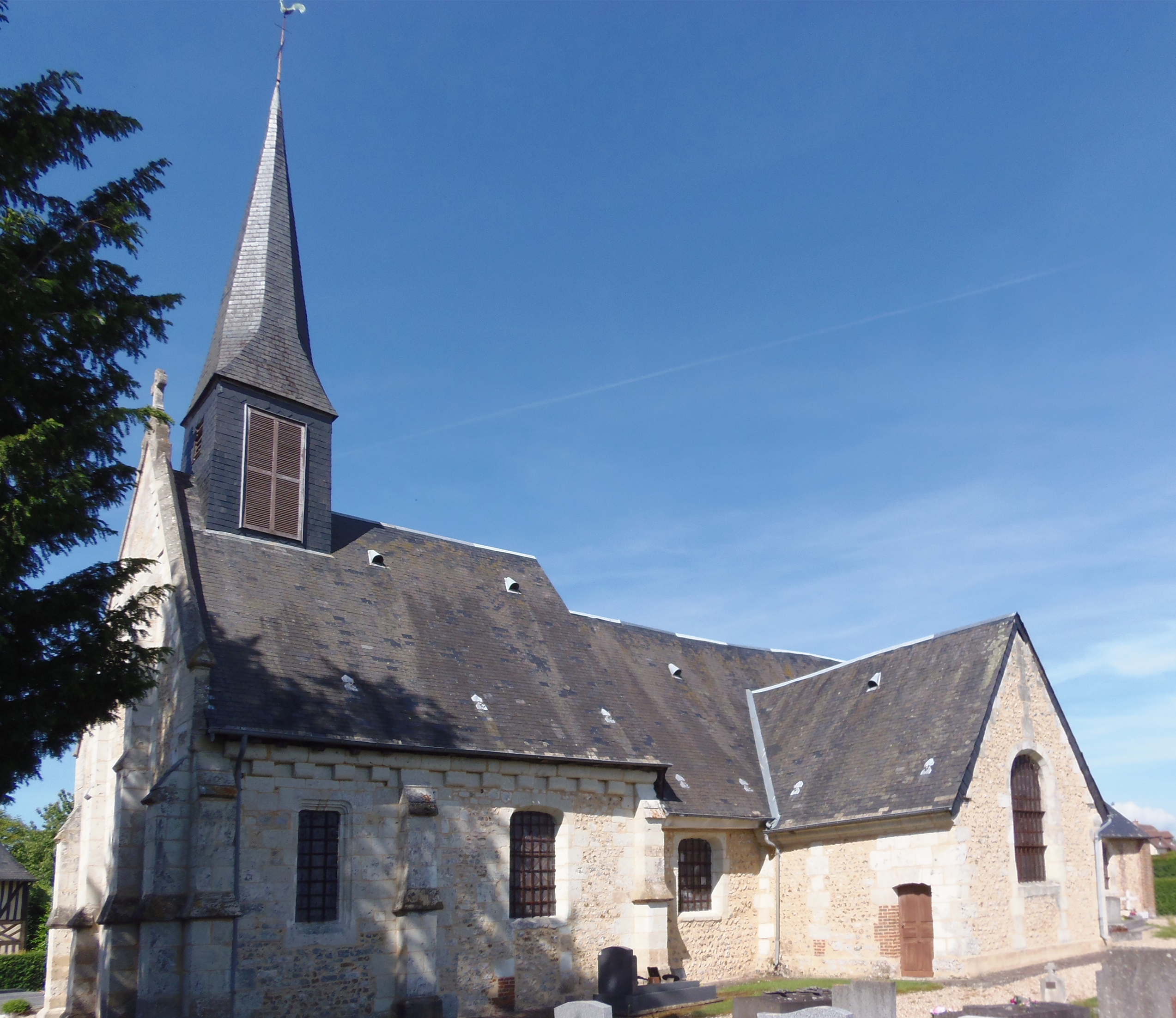
Kirche Notre-Dame